# Madaglymbus
Madaglymbus es un género de coleópteros adéfagos de la familia Dytiscidae. 

## Especies seleccionadas
Especies incluidas:
- Madaglymbus alutaceus	(Regimbart 1899)
- Madaglymbus elongatus	(Kolbe 1883)
- Madaglymbus fairmairei	(Zimmermann 1919)
- Madaglymbus formosulus	(Guignot 1956)
- Madaglymbus johannis	(Wewalka 1982)
- Madaglymbus mathaei	(Wewalka 1982)
- Madaglymbus milloti	(Guignot 1959)
- Madaglymbus ruthwildae	Shaverdo & Balke 2008
- Madaglymbus strigulifer	(Regimbart 1903)
- Madaglymbus xanthogrammus	(Regimbart 1899)